# Марсель де Йонг
Марсель де Йонг (англ. Marcel de Jong, нар. 15 жовтня 1986, Ньюмаркет, Онтаріо, Канада) — канадський футболіст, що виступав на позиції захисника.

## Клубна кар'єра
Народився 15 жовтня 1986 року в місті Ньюмаркет, Онтаріо. Вихованець юнацьких команд футбольних клубів «Де Валк» та ПСВ.
У дорослому футболі дебютував 2004 року виступами за команду нідерландського клубу «Гелмонд Спорт», в якій провів два сезони, взявши участь у 50 матчах чемпіонату. 
Своєю грою за цю команду привернув увагу представників тренерського штабу клубу «Рода», до складу якого приєднався 2006 року. Відіграв за команду з Керкраде наступні чотири сезони своєї ігрової кар'єри. Більшість часу, проведеного у складі «Роди», був основним гравцем захисту команди.
2010 року уклав контракт з німецьким клубом «Аугсбург», у складі якого провів наступні п'ять років своєї кар'єри гравця. 
Згодом з 2015 по 2016 рік грав у складі американського «Спортінг» (Канзас-Сіті) та канадської «Оттава Ф'юрі».
До складу клубу «Ванкувер Вайткепс» приєднався 2016 року. Відіграв за команду з Ванкувера 39 матчів в національному чемпіонаті.
На початку 2019 року перейшов до клубу Канадської прем'єр-ліги «Пасифік». 2020 року завершив професійну кар'єру.

## Виступи за збірні
2002 року дебютував у складі юнацької збірної Канади, взяв участь у 10 іграх на юнацькому рівні, відзначившись 3 забитими голами.
Протягом 2004–2005 років залучався до складу молодіжної збірної Канади. На молодіжному рівні зіграв у 14 офіційних матчах, забив 1 гол.
2007 року дебютував у складі національної збірної Канади у матчі проти ПАР. Перший гол забив 10 липня 2009 року у ворота збірної Коста-Рики. Наразі провів у формі головної команди країни 55 матчів, забивши 3 голи.
У складі збірної був учасником розіграшу Золотого кубка КОНКАКАФ 2009, 2011, 2013, 2015  та 2017 року.
| Дата       | Місто          | Господарі          | Результат | Гості                    | Турнір              | Голи | Примітки |
| ---------- | -------------- | ------------------ | --------- | ------------------------ | ------------------- | ---- | -------- |
| 20-11-2007 | Дурбан         | ПАР                | 2 – 0     | Канада                   | товариський матч    | -    | 73'      |
| 01-06-2008 | Сіетл          | Бразилія           | 3 – 2     | Канада                   | товариський матч    | -    | 74'      |
| 21-06-2008 | Едмонтон       | Канада             | 4 – 1     | Сент-Вінсент і Гренадини | Відбір до ЧС 2010   | -    | 81'      |
| 12-10-2008 | Сан-Педро-Сула | Гондурас           | 3 – 1     | Канада                   | Відбір до ЧС 2010   | -    | 76'      |
| 16-10-2008 | Едмонтон       | Канада             | 2 – 2     | Мексика                  | Відбір до ЧС 2010   | -    | 39'      |
| 20-11-2008 | Кінгстон       | Ямайка             | 3 – 0     | Канада                   | Відбір до ЧС 2010   | -    |          |
| 30-06-2009 | Окснард        | Гватемала          | 0 – 3     | Канада                   | товариський матч    | -    | 46'      |
| 04-07-2009 | Карсон         | Канада             | 1 – 0     | Ямайка                   | Кубок КОНКАКАФ 2009 | -    | 46'      |
| 08-07-2009 | Колумбус       | Канада             | 1 – 0     | Сальвадор                | Кубок КОНКАКАФ 2009 | -    | 87'      |
| 11-07-2009 | Маямі          | Канада             | 2 – 2     | Коста-Рика               | Кубок КОНКАКАФ 2009 | 1    |          |
| 14-11-2009 | Скоп'є         | Північна Македонія | 3 – 0     | Канада                   | товариський матч    | -    | 63'      |
| 18-11-2009 | Бидгощ         | Польща             | 1 – 0     | Канада                   | товариський матч    | -    | 70'      |
| 04-09-2010 | Торонто        | Канада             | 0 – 2     | Перу                     | товариський матч    | -    | 30'      |
| 08-10-2010 | Київ           | Україна            | 2 – 2     | Канада                   | товариський матч    | -    |          |
| 01-06-2011 | Торонто        | Канада             | 2 – 2     | Еквадор                  | товариський матч    | -    |          |
| 08-06-2011 | Іст-Ратерфорд  | США                | 2 – 0     | Канада                   | Кубок КОНКАКАФ 2011 | -    |          |
| 16-08-2012 | Едмонтон       | Канада             | 2 – 0     | Тринідад і Тобаго        | товариський матч    | -    | 46'      |
| 08-09-2012 | Торонто        | Канада             | 1 – 0     | Панама                   | Відбір до ЧС 2014   | -    | 86'      |
| 12-09-2012 | Панама         | Панама             | 2 – 0     | Канада                   | Відбір до ЧС 2014   | -    |          |
| 22-03-2013 | Доха           | Канада             | 1 – 2     | Японія                   | товариський матч    | -    |          |
| 25-03-2013 | Доха           | Білорусь           | 2 – 0     | Канада                   | товариський матч    | -    | 36' 79'  |
| 07-07-2013 | Пасадена       | Канада             | 0 – 1     | Мартиніка                | Кубок КОНКАКАФ 2013 | -    |          |
| 12-07-2013 | Сіетл          | Мексика            | 2 – 0     | Канада                   | Кубок КОНКАКАФ 2013 | -    |          |
| 14-07-2013 | Денвер         | Панама             | 0 – 0     | Канада                   | Кубок КОНКАКАФ 2013 | -    | 65'      |
| 10-09-2013 | Оліва          | Канада             | 0 – 1     | Мавританія               | товариський матч    | -    | 38'      |
| 15-10-2013 | Лондон         | Канада             | 0 – 3     | Австралія                | товариський матч    | -    | 61'      |
| 15-11-2013 | Оломоуць       | Чехія              | 2 – 0     | Канада                   | товариський матч    | -    | 61'      |
| 19-11-2013 | Целє           | Словенія           | 1 – 0     | Канада                   | товариський матч    | -    | 68'      |
| 10-09-2014 | Форт-Лодердейл | Канада             | 3 – 1     | Ямайка                   | товариський матч    | 1    | 88'      |
| 15-10-2014 | Гаррісон       | Канада             | 0 – 1     | Колумбія                 | товариський матч    | -    | 77'      |
| 27-03-2015 | Форт-Лодердейл | Канада             | 1 – 0     | Гватемала                | товариський матч    | -    | 86'      |
| 31-03-2015 | Баямон         | Пуерто-Рико        | 0 – 3     | Канада                   | товариський матч    | -    | 30'      |
| 09-07-2015 | Карсон         | Сальвадор          | 0 – 0     | Канада                   | Кубок КОНКАКАФ 2015 | -    |          |
| 12-07-2015 | Х'юстон        | Ямайка             | 1 – 0     | Канада                   | Кубок КОНКАКАФ 2015 | -    |          |
| 15-07-2015 | Торонто        | Канада             | 0 – 0     | Коста-Рика               | Кубок КОНКАКАФ 2015 | -    |          |
| 05-09-2015 | Торонто        | Канада             | 3 – 0     | Беліз                    | Відбір до ЧС 2018   | -    |          |
| 09-09-2015 | Бельмопан      | Беліз              | 1 – 1     | Канада                   | Відбір до ЧС 2018   | -    | 29' 74'  |
| 13-10-2015 | Едмонтон       | Канада             | 1 – 1     | Гана                     | товариський матч    | 1    | 53'      |
| 14-11-2015 | Ванкувер       | Канада             | 1 – 0     | Гондурас                 | Відбір до ЧС 2018   | -    |          |
| 18-11-2015 | Сан-Сальвадор  | Сальвадор          | 0 – 0     | Канада                   | Відбір до ЧС 2018   | -    |          |
| 06-02-2016 | Карсон         | США                | 1 – 0     | Канада                   | товариський матч    | -    | 85'      |
| 26-03-2016 | Ванкувер       | Канада             | 0 – 3     | Мексика                  | Відбір до ЧС 2018   | -    |          |
| 30-03-2016 | Мехіко         | Мексика            | 2 – 0     | Канада                   | Відбір до ЧС 2018   | -    |          |
| 03-06-2016 | Лафнітц        | Канада             | 1 – 1     | Азербайджан              | товариський матч    | -    | 44'      |
| Усього     |                | Матчів             | 44        |                          | Голів               | 3    |          |